# Monster Cable Products
Monster Inc. è un'azienda statunitense che produce e commercializza circa 6,000 prodotti, nota per la vendita di cavi audio e video. Produce anche altoparlanti, cuffie, prese multiple, accessori per telefoni e dispositivi audio per le automobili. L'azienda è stata fondata nel 1979 da un ingegnere e audiofilo, Noel Lee, sperimentando modi diversi di costruire cavi audio. La notorietà dell'azienda fu accresciuta dalle dimostrazioni tecniche atte a dimostrare la differenza dell'uso dei propri cavi sulla qualità dell'audio e dalle relazioni strette con i rivenditori attratti dai margini di profitto sui cavi.
Nel corso degli anni vennero create nuove divisioni aziendali come Monster Music, Monster Game, Monster Mobile, Monster Photo e Monster Power. Negli anni 2000, Monster ha affrontato diverse dispute legali sul proprio marchio registrato, contro altre aziende o prodotti che contengono "Monster" nel nome, come il sito Monster.com e il film Monsters & Co. Nel 2008 ha stretto con Dr. Dre un accordo sulla produzione di cuffie, le Beats by Dr. Dre, terminato nel 2012.
Test eseguiti da pubblicazioni di audiofili, giornalisti e accademici sono giunti a conclusioni contrastanti sulla reale differenza di qualità audiovisiva tra i cavi più costosi come quelli prodotti da Monster rispetto a cavi generici. Monster offre incentivi sulla vendita dei propri cavi ai rivenditori.